# Антонов синдром
Антонов синдром, познат и као Антон-Бабинскијев синдром и визуелна анозогнозија, представља ретку последицу оштећења мозга у пределу окципиталног режња. Особе које пате од овог синдрома су кортикално слепе, али тврде, често упркос очигледним доказима своје слепила, да могу да виде. Ове особе не прихватају чињеницу да су слепе, одбацују доказе о свом стању и користе конфабулацију како би попуниле недостајуће сензорне информације. Синдром је добио назив по неурологу Габријелу Антону. До сада је у литератури описано само 28 случајева овог синдрома.

## Представљање
Антонов синдром се најчешће јавља као последица можданог удара, али се може појавити и након повреде главе. Неуролог Макдоналд Критчли описује га на следећи начин: „Нагло настајање билатералне дисфункције окципиталног режња вероватно изазива пролазне физичке и психолошке ефекте, при чему је ментална конфузија често изражена. Може проћи неколико дана пре него што чланови породице или медицинско особље открију да је пацијент заправо ослепео. То се дешава не само зато што пацијент обично сам не пријављује да је изгубио вид, већ и зато што намерно или ненамерно обмањује околину понашајући се и говорећи као да види. Сумња се јавља тек када пацијент почиње да удара у намештај, спотиче се о предмете и има тешкоће у сналажењу у простору. Понекад покушава да прође кроз зид или затворена врата на путу из једне просторије у другу. Сумње се додатно појачавају када пацијент описује људе и предмете у окружењу који, у ствари, не постоје.“ Овим се истичу два главна симптома Антоновог синдрома: анозогнозија (недостатак свести о сопственом дефициту) и конфабулација, која утиче како на говор, тако и на понашање.
Антонов синдром се може сматрати супротним феномену „слепог вида“ (blindsight), код којег долази до оштећења вида услед којег део видног поља није свесно доживљен, али ипак постоји извесна способност перцепције.

## Узроци
Није у потпуности разјашњено зашто пацијенти са Антоновим синдромом негирају своје слепило, иако постоји више теорија о томе. Једна хипотеза наводи да оштећење визуелног кортекса доводи до немогућности комуникације са центрима за говор и језик у мозгу. Визуелне слике се примају, али не могу бити интерпретиране, па говорни центри мозга креирају одговор путем конфабулације.
Друга теорија сугерише да лезије код Антоновог синдрома узрокују прекид везе између унутрашњих визуелних репрезентација у асоцијативном визуелном кортексу, метакогнитивне обраде у цингуларном кортексу и структура повезаних са меморијом, укључујући хипокампус. Анозогнозија се јавља јер визуелни уноси не могу бити метакогнитивно упоређени са претходним искуствима сачуваним у меморији, што спречава пацијента да препозна сопствени дефицит.

## Дијагноза
Иако је пацијент слеп, понашаће се и говорити као да има нормалан вид. Пажња околине се, међутим, повећава када пацијент почне да удара у намештај, спотиче се о предмете и има тешкоће у сналажењу у простору. Понекад може покушати да прође кроз зид или затворена врата при кретању из једне просторије у другу. Сумња се додатно појачава када пацијент почиње да описује људе и предмете у окружењу који у стварности не постоје. Уз то, честа је и појава менталне конфузије.
Пацијенти са Антоновим синдромом често нуде објашњења за свој губитак вида, негирајући слепило. Могу тврдити да не виде због лошег осветљења или других спољашњих услова и уложиће напор да докажу како им је вид сачуван, што их може довести у опасне ситуације.
Диференцијална дијагноза Антоновог синдрома обухвата следеће стања:
- церебрално оштећење вида,
- успорен развој визуелних способности,
- хомонимну хемианопсију,
- поремећај препознавања лица (просопагнозију),
- визуелну агнозију,
- визуелну небригу,
- поремећаје визуелне перцепције.

## Историја
Антонов синдром је први пут описао аустријски психијатар и неуролог Габријел Антон 1895. године. Антон је представио случај Јулијане Хочризер, 69-годишње пацијенткиње која је показивала анозогнозију уз кортикалну глувоћу насталу као последица лезија на оба темпорална режња. Након овог првобитног описа, Антон је наставио да бележи случајеве особа које су, иако су биле објективно слепе или глуве, негирале своје дефиците.
Иако се Антонов синдром углавном региструје код одраслих особа, забележен је и необичан случај код детета. European Journal of Neurology је 2007. године објавио студију о шестогодишњем детету које је показивало симптоме Антоновог синдрома у раној фази адренолеукодистрофије. Дете је имало абнормалне покрете очију, често је падало и промашивало предмете ка којима је пружало руку. Његова оштрина вида била је мања од 20/200, што значи да није могао да прочита велика слова са стандардне табле чак ни са удаљености од једног метра.
Пацијент је негирао присуство главобоља, двоструког вида (диплопије) или болова у очима и деловао је несвесно и равнодушно у вези са својим слабим видом. Током прегледа установљено је да су зенице биле једнаке, округле и реактивне на светлост. Мајка је приметила да је дете развило неуобичајене покрете очима које је описала као „лутајуће“.

## Култура и друштво
Антонов синдром је први пут описан у писаној форми од стране Мишела де Монтења, француског ренесансног писца. У другој књизи својих Огледа (Essais), при крају дванаестог поглавља, Монтење описује племића који је имао визуелну анозогнозију, али је негирао сопствену слепило.
Антонов синдром се појављује у двострукој епизоди телевизијске серије House M.D., под називом Euphoria, иако је у радњи приписан примарном амебском менингоенцефалитису, болести која у стварности обично не изазива овај синдром. Синдром је кључни мотив у роману The Insult Руперта Томсона, као и у научнофантастичном роману Blindsight Питера Ватса.
Често се помиње као „Антоново слепило“ у делу The Value of Nothing Раја Патела, где служи као једна од примарних метафора. У филму Dogville Ларса фон Трира, лик Џека Мекеја понаша се као да види, иако често даје знаке супротног.
Синдром је и централна тема малезијског филма Desolasi (Desolation), у коме пацијенти живе у сопственом свету маште, неспособни да перципирају стварност. Такође је поменут у књизи Оливера Сакса Антрополог на Марсу (An Anthropologist on Mars).